# Dictionary of the Middle Ages
Das Dictionary of the Middle Ages  ist eine englischsprachige Enzyklopädie zum Mittelalter. Die 13 Bände umfassende Enzyklopädie wurde in der Zeit von 1982 bis 1989 durch das „American Council of Learned Societies“ herausgegeben und bei Charles Scribner’s Sons in New York verlegt. Initiiert wurde das Vorhaben bereits 1975 durch den amerikanischen Historiker Joseph Strayer, der auch der verantwortliche Herausgeber/Redakteur wurde und einem Mitherausgeberkreis vorstand (unter anderen Theodore M. Andersson). 2003 erschien unter der Herausgeberschaft von William Chester Jordan ein Ergänzungsband.
Das Dictionary handelt über einen Zeitraum von 500 bis 1500 n. Chr. und erstreckt sich dabei geographisch über das Europa des lateinischen Westens, über den skandinavischen und slawischen Raum, über Kleinasien und Persien und den muslimisch-christlichen Gebieten Nordafrikas. Ein interdisziplinäres Gremium von mitherausgebenden Fachberatern vergab die Aufträge zum Verfassen der Artikel an fast 1300 international anerkannten und namhaften Forschern.
Das Dictionary of the Middle Ages ist vergleichbar mit dem deutschen Lexikon des Mittelalters und dem französischen Dictionnaire encyclopédique du moyen âge.

## Ausgaben
- Joseph Strayer (Editor in Chief): Dictionary of the Middle Ages, Charles Scribner’s Sons 1982–1989, ISBN 0-684-19073-7. OCLC 8474388 (Vol. 1 – 13)
- William Chester Jordan (Editor):  Dictionary of the Middle Ages: Supplement 1, Charles Scribner’s Sons 2003, ISBN 0-684-80642-8.